# Anja Nissen
Anja Nissen (Winmalee, 6 novembre 1995) è una cantante australiana di origini danesi.
Nel 2014 ha vinto la terza stagione del talent show australiano The Voice.
Ha partecipato a Dansk Melodi Grand Prix, il programma di selezione per il rappresentante danese all'Eurovision Song Contest, in due occasioni: nel 2016, finendo seconda con Never Alone, e nel 2017, vincendo con la canzone Where I Am, con la quale ha rappresentato la Danimarca all'Eurovision Song Contest 2017, classificandosi ventesima con 77 punti.

## Biografia
Anja Nissen è nata a Winmalee, una cittadina vicino a Sydney nel Nuovo Galles del Sud in Australia, da genitori nati in Danimarca. Sua madre e suo padre sono emigrati in Australia quando avevano rispettivamente 11 e 22 anni. Anja è cresciuta con la sua sorella maggiore nella proprietà di campagna dei suoi genitori a Winmalee. Ha frequentato le scuole superiori nella sua città natale, dove ha ottenuto il diploma nel 2013.
Nel 2008, all'età di 12 anni, Anja Nissen ha partecipato al talent show Australia's Got Talent, ma è stata eliminata durante le semifinali. Da allora è apparsa in numerosi programmi televisivi in Australia, fra cui Young Talent Time, Mornings with Kerri-Anne e l'evento annuale Schools Spectacular. Ha inoltre cantato l'inno nazionale danese Der er et yndigt land per la principessa Mary di Danimarca.
Nel 2014 Anja ha svolto le audizioni per la terza stagione del talent show australiano The Voice. Dopo aver ricevuto consensi da tutti e quattro i giudici, è entrata a far parte della squadra di will.i.am, finendo per vincere il programma nella serata finale del 21 luglio 2014. In seguito alla sua vittoria ha pubblicato l'album di debutto eponimo, contenente varie cover eseguite durante The Voice. L'album ha raggiunto l'undicesimo posto nella classifica australiana.
Nell'autunno del 2014 Anja ha pubblicato il suo singolo di debutto, I'm So Excited, prodotto da will.i.am. Un secondo singolo intitolato Anyone Who Had a Heart è uscito nella primavera del 2015 come parte della soundtrack della serie televisiva Love Child. Nell'estate seguente è uscito il terzo singolo di Anja Nissen, intitolato Triumph, che ha avuto modo di cantare a The Voice in Australia. Sempre nel 2015, Anja Nissen ha aperto le date australiane del Never Been Better Tour di Olly Murs.
Anja ha partecipato a Dansk Melodi Grand Prix 2016, il programma di selezione danese per l'Eurovision Song Contest 2016, con il brano Never Alone, scritto dalla vincitrice danese dell'Eurovision Song Contest 2013 Emmelie de Forest. Si è classificata seconda nella finale dietro ai vincitori Lighthouse X, ottenendo il 36% dei televoti. L'anno successivo ha preso parte a Dansk Melodi Grand Prix con Where I Am. La sua esibizione ha ricevuto il 64% dei voti dal pubblico danese, garantendole una vittoria schiacciante e la possibilità di rappresentare la Danimarca all'Eurovision Song Contest 2017, che si terrà a Kiev, in Ucraina. L'11 Maggio Anja supera la seconda semifinale, competendo con altri 18 artisti e aggiudicandosi uno dei dieci biglietti per la finale del 13 maggio. Nella serata finale si esibisce per decima e si posiziona ventesima nella classifica finale, con un totale di 77 punti tra voto delle giurie e televoto.

## Discografia

### Album in studio
- 2014 - Anja Nissen

### EP
- 2017 - Where I Am

### Singoli
- 2014 - I'm So Excited (feat. will.i.am e Cody Wise)
- 2015 - Triumph
- 2016 - Never Alone
- 2017 - Where I Am

#### Come featuring
- 2012 - Don't Ask Me (Ricky Bloomfield feat. Anja Nissen)